# Chinoline
Chinoline is een heterocyclische aromatische verbinding met als brutoformule C9H7N. In zuivere vorm is het kleurloze vloeistof met een sterke geur. Onder invloed van licht en tijd wordt de stof langzaam geel en later bruin.

## Isolatie en synthese
Chinoline komt voor in steenkool en werd voor het eerst in 1834 geïsoleerd door Friedlieb Ferdinand Runge. Er bestaan verschillende methodes om de stof synthetisch te maken.
- Camps-chinolinesynthese: condensatie van een o-acylaminoacetofenon met hydroxide tot een mengsel van twee isomeren
- Combes-chinolinesynthese: condensatie van anilines en β-diketon
- Conrad-Limpach-synthese: condensatie van anilines en β-keto-esters
- Doebner-Miller-reactie: condensatie van anilines met α,β-onverzadigde carbonylverbinding
- Friedländer-synthese: reactie van 2-aminobenzaldehyde en aceetaldehyde
- Knorr-chinolinesynthese: reactie van een β-ketoanilide met zwavelzuur tot een 2-hydroxychinoline
- Niementowski-reactie: condensatie van antranilzuur en een keton
- Povarov-reactie: reactie van aniline, benzaldehyde en een geactiveerd alkeen
- Skraup-chinolinesynthese: reactie van ijzersulfaat, glycerol, aniline, nitrobenzeen

## Toepassingen
Chinoline wordt voornamelijk gebruikt als grondstof voor de productie van andere verbindingen (bijvoorbeeld kleurstoffen, agrochemicaliën). Het wordt ook toegepast om de Lindlar-katalysator verder te vergiftigen, om selectieve reductie van alkynen tot cis-alkenen te bekomen.